# Credit Saison
Credit Saison Co., Ltd., communément appelée Credit Saison ou simplement Saison, est une société de services financiers japonaise affiliée à Mizuho Financial Group. Fondé en 1946, Credit Saison est le troisième plus grand émetteur de cartes de crédit avec plus de 20 millions de détenteurs de carte au Japon, derrière le Japan Credit Bureau (JCB) et Visa Japan.